# Économie de Saint-Vincent-et-les-Grenadines
L'économie de Saint-Vincent-et-les-Grenadines dépend principalement du tourisme et de l'agriculture.

## Agriculture
L'agriculture a été historiquement un secteur économique important de Saint-Vincent-et-les-Grenadines avec une part qui représentait 12,8 % du PIB à la fin des années 1990. En 2022, l'agriculture ne représentait plus que 5,4 % du PIB.
La culture la plus importante est celle des bananes, bien qu'elle soit en déclin par rapport au milieu des années 1990 où elle représentait 20 millions de dollars US en exportations. Cette culture a notamment souffert des effets des tornades de 1994,1995 et 2002.
L'archipel est aussi le plus grand producteur mondial d’arrow-root.

## Pêche
Le secteur de la pêche reste relativement peu développé avec une quantité de poisson péchée estimée à environ 900 tonnes par an.

## Drogue
Saint-Vincent-et-les-Grenadines serait le plus gros producteur de marijuana des Petites Antilles. Cette production associée à sa position géographique feraient du pays une de plate-forme de distribution de drogues en provenance d’Amérique latine.

## Tourisme
Le pays est fortement dépendant du tourisme, qui représentait environ 28,6% du PIB en 2019.
Le gouvernement a beaucoup investi dans le développement des infrastructures touristiques, notamment les aéroports et les infrastructures portuaires de plaisance.

## Finance
Avant 2001, le secteur de la finance n'était quasiment pas réglementé. Le pays était alors recensé par le GAFI comme un pays non coopératif. Sous la pression des États et des bailleurs de fonds internationaux, le pays s'est doté d'une règlementation pour lutter contre le blanchiment et le financement d'activités illégales.
Fin 2001, on comptait dans l'archipel 10 075 sociétés offshore, 896 trusts, 38 banques, 35 représentants légaux, 5 fonds de placement et 1 compagnie d'assurance.

## Dette publique
La dette publique de Saint-Vincent-et-les-Grenadines est importante. 25 % du budget national est consacré au service de celle-ci. La dette publique était estimée à 73 % du PIB en 2001 et pourrait représenter 107 % du PIB en 2011.

## Sources
- (en) CIA World Factbook
- Ministère français des Affaires étrangères - Présentation de Saint-Vincent-et-les-Grenadines
- (en) Country Strategy Paper and National Indicative Programme for the period 2002 - 2007 - Union européenne
- (en) Banque mondiale - Indicateurs économiques de SVG